# マリア・ブランシャール
マリア・ブランシャール（María Blanchard、フルネーム：María Gutiérrez Cueto y Blanchard、1881年3月6日 - 1932年4月15日）はスペイン生まれの画家である。キュビスムの作品を描いた画家の一人である。

## 略歴
スペイン、カンタブリア州のサンタンデールの有力な一族に生まれた。父親のエンリケ・グティエレス・クエト(Enrique Gutiérrez Cueto)はジャーナリストであった。いとこにメキシコ生まれの彫刻家、画家のヘルマン・クエト(Germán Gutiérrez Cueto: 1893–1975)がいる。
生まれつき脊椎が変形した障害があった。幼い頃から絵を学び、1903年にマドリードに移り、王立サン・フェルナンド美術アカデミーに入学し、フェルナンド・アルバレス(Fernando Álvarez de Sotomayor)やマヌエル・ベネディト(Manuel Benedito)、エミリオ・サーラ(Emilio Sala)に学んだ。1909年にサンタンデール市から奨学金を得て、パリに留学し、私立学校のアカデミー・ヴィッティ(Académie Vitti)で、エルメネヒルド・アングラーダ・カマラサ(Hermenegildo Anglada Camarasa)やキース・ヴァン・ドンゲンに学んだ。
パリでジャック・リプシッツ(Jacques Lipchitz)やフアン・グリスらの影響を受けて、キュビスムの作品を描くようになった。1914年に、友人の芸術家たちとマヨルカ島にいた時、第一次世界大戦が始まり、パリに戻れなくなったブランシャールたちはマドリードに移った。マドリードでは、1915年に作家のラモン・ゴメス・デ・ラ・セルナ(Ramón Gómez de la Serna)が企画した前衛画家の美術展に参加するが、この展覧会はスペインでは不評に終わった。1914年から1916年の間、スペインのサラマンカで絵の教師として働いた後、1916年の末にパリに移り、そこに永住した。
1920年代にフランスやベルギー、イタリアの展覧会に参加し、前衛画家として評価され、パトロンにも恵まれるが、1927年に友人のフアン・グリスが亡くなるなどした後は、社会的に孤立するようになり、結核と思われる病気で健康状態も悪化した。晩年は経済的にも恵まれなくなり、1932年に51歳でパリで亡くなった。

## 作品

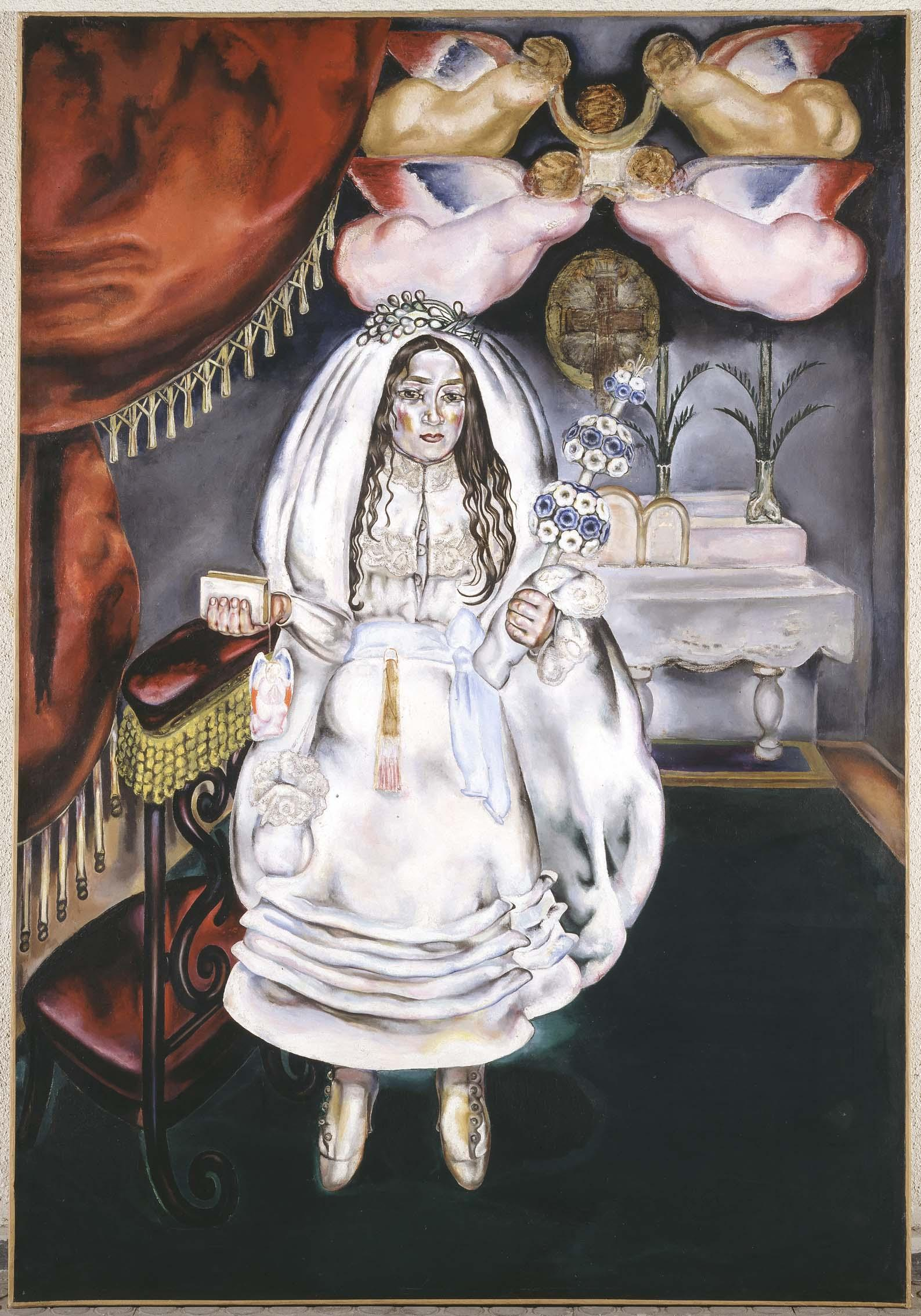
"La comulgante" (1914) ソフィア王妃芸術センター蔵
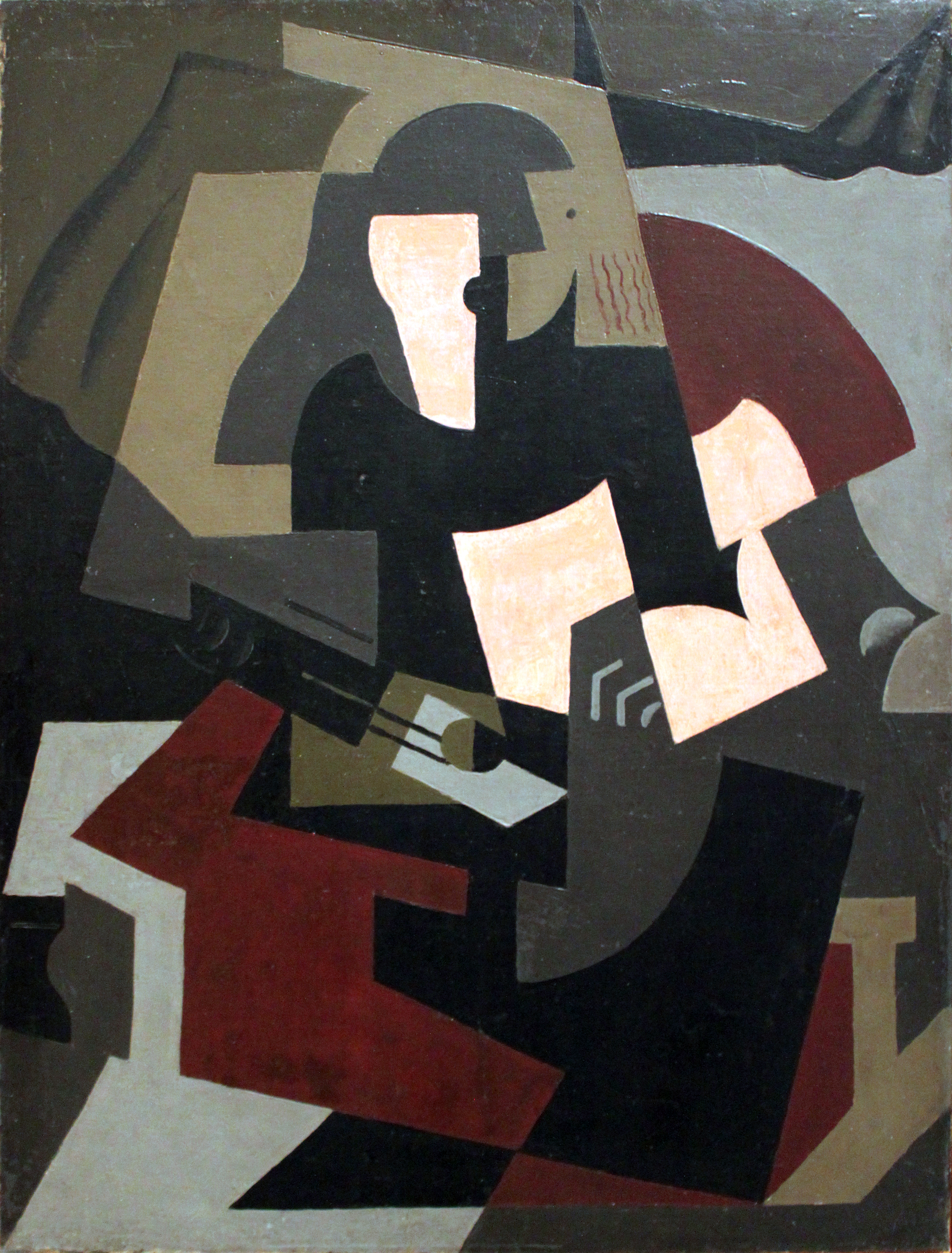
ギターを持つ女 (1917) ソフィア王妃芸術センター蔵
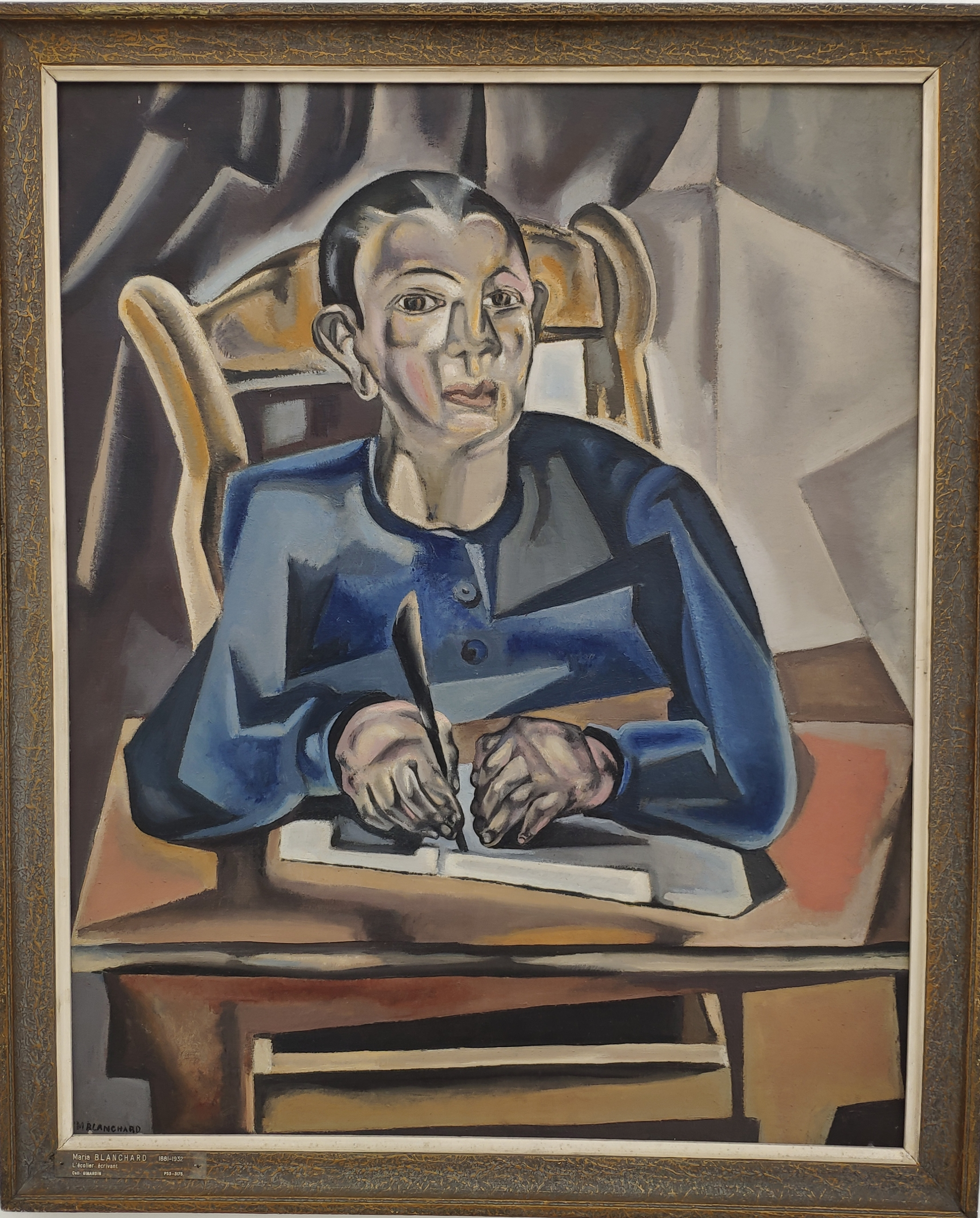
"L'Écolier écribant" (c.1920) パリ国立近代美術館蔵
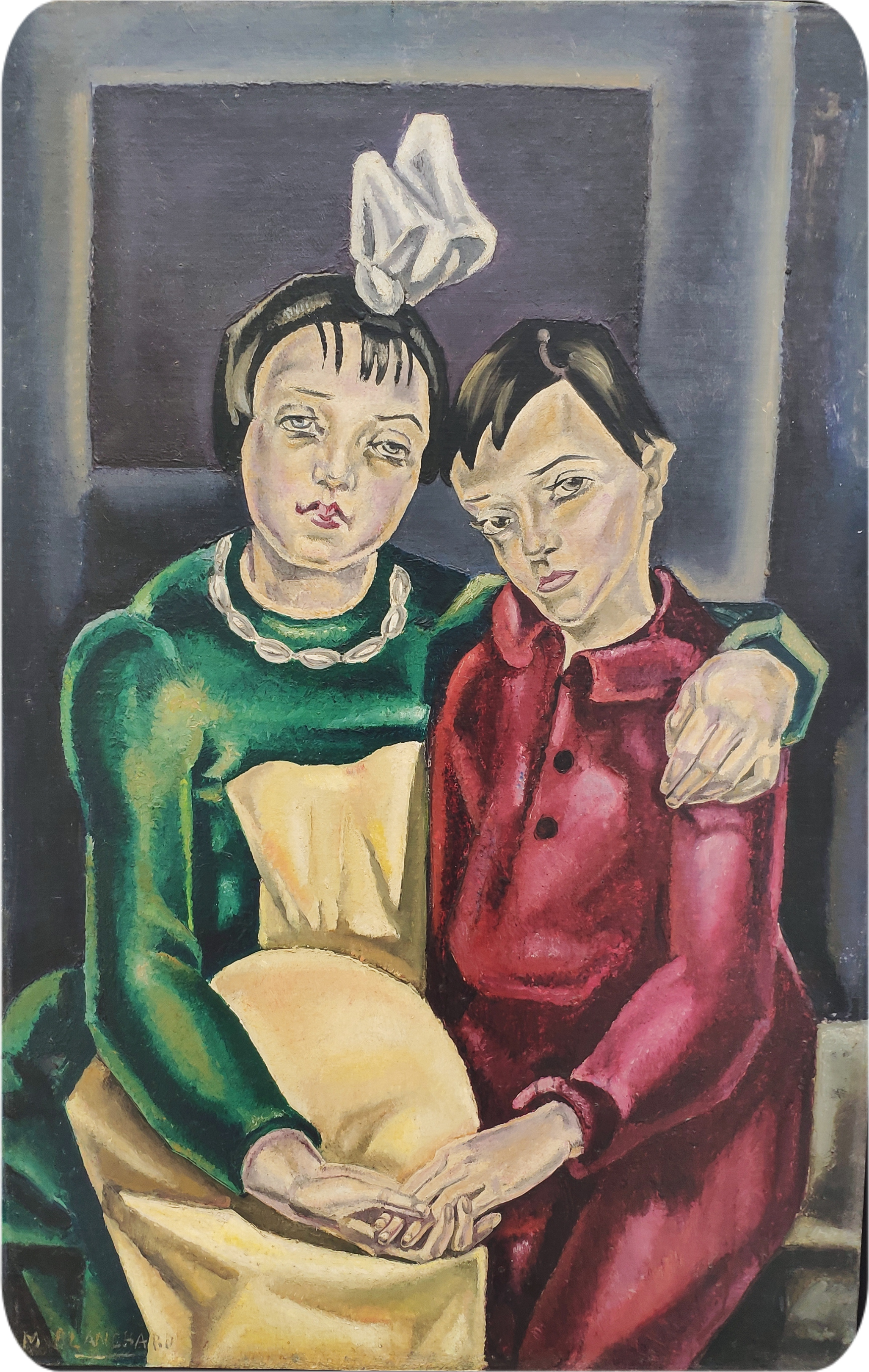
二人の孤児、(c.1923) パリ国立近代美術館蔵